# 須永恆雄
須永 恆雄 （須永恒雄）（すなが つねお、1950年（昭和25年）5月4日-　）は、ドイツ文学者、明治大学名誉教授。

## 概要
専門はドイツ・オーストリア文化研究。東京都出身。とりわけ、シュティフター研究、19世紀後半からのウィーン楽壇に於ける新旧抗争、演劇人ジョージ・タボリ研究、映画監督ハンス・ユルゲン・シーバーベルク研究、等。
個別の研究対象は、フランツ・カフカ、ローベルト・ヴァルザー、アーダルベルト・シュティフター、フランツ・シューベルト、アントン・ブルックナー、グスタフ・マーラー、ジョージ・タボリ、ハンス・ユルゲン・ジーバーベルク、等々。

## 著訳書
- スイス文学・芸術論集―小さな国の多様な世界（共著）平成29年 5月    鳥影社
- Wort wird Bild (Josef Linschinger) （漢字かな関連部分作成） （Verlag　Bibliothe der Provinz, 2016年8月）
- 東欧の想像力（項目執筆：　ランスマイア）（松籟社、2016年2月）アら
- スイスを知るための60章（項目執筆：　H. ホリガ―、A. ヴェルフリ、等々）（明石書店、2014年5月）
- マーラー全歌詞対訳（国書刊行会、2014年1月）
- 死者の子供たち（エルフリーデ・イェリネク 中込啓子、岡本和子（共訳） 鳥影社・ロゴス企画 2010年12月）
- マーラー書簡集（ヘルタ・ブラウコップフ編　 法政大学出版局 2008年11月）
- オペラ・パロディーの世界―もう一つのオペラの愉しみ（魔笛 カール・マイスル）（立教大学出版会 2007年3月）
- ウィーンの内部への旅―死に憑かれた都（ゲルハルト・ロート 彩流社 2000年1月）
- 我が闘争(G.タボリ)  『クリック 第6号』（世田谷パブリックシアター機関誌）, 74-111 1998/12我が闘争(G.タボリ)  『クリック 第6号』（世田谷パブリックシアター機関誌）, 74-111 1998/12
- きいろ。奔逸。(イングラム・ハーティンガー)(単訳=2カ国語版)Gelb. Eine Eskapade.(Ingram Hartinger) Wien/BozenFolio Verlag 1998/06 （単著 Folio Verlag 1998年6月）
- 短い雨の日―ポケット・スケッチ （Kurzer Regentag : Aufzeichnungen） （ペーター・ローザイ（後書 ヴァルター・フォーグル）（平野篤司、中島 愛（共訳） Folio Verlag 1997年10月）
- Schatten der Objekt Sonderzahl Verlag, Wien 1998/03
- 蜜蜂　Bienen. (G.ロート)　(単訳=2カ国語版 Folio Verlag,Wien Bozen1996年11)
- 世界文学大辞典 全6巻（項目執筆 集英社 1996年10月）
- ヴォツェック 同学社 1996
- カルポス （部分タイトル 脇腹の鉱山 同学社 1995年10月）
- 夢の時―野生と文明の境界（ハンス・ペーター・デュル 岡部仁、原研二、荻野蔵平（共訳） 法政大学出版会 1993年2月）
- オーケストラの中の音楽家―楽員の栄光と悲惨（ハンス・ヴィルヘルム・クーレンカンプ シンフォニア 1990年2月）
- 集英社ギャラリー―世界の文学　(10) （水晶 アーダルベルト・シュティフター 集英社 1989年10月）
- ウィーン-聖なる春 （池内紀編、原研二、中居実、檜山哲彦（共訳） 国書刊行会 1986年10月）
- モーツァルトのベースレ書簡を読む （ヨーゼフ・ハインツ・アイブル、ヴァルター・ゼン編著 シンフォニア 1984年）
- カフカ-コロキウム （クロード・ダヴィッド編 圓子修平ほか（共訳） 法政大学出版局 1984年10月）
- 指揮者とオーケストラの間 （ハンス・ディーステル シンフォニア 1978年）
- 楽譜 バロック舞曲と演奏法-2本のアルトリコーダー（またはフルート） （ゲルトルート・ケラー シンフォニア 1977年5月）
- 楽譜 ゲオルク・フィリップ・テレマン 通奏低音の練習-歌いながら、弾きながら- （ゲオルク・フィリップ・テレマン シンフォニア 1977年4月）

## 論文、エッセイ等々
- 病癒えた者の神への感謝の歌　ー　ベートーヴェン追想　2021・3　明治大学教養論集(553)
- 条件としての時間    単著    令和 2年12月    明治大学教養論集(551)
- 音の始まる前　ー　ブルックナーの原子霧   令和 2年 9月    明治大学教養論集(547)
- 反時代的ブルックナー    令和 2年 3月    明治大学教養論集(546)
- シューベルト　―　人格の彼岸、その鉱物的生をめぐって   令和元年12月    明治大学教養論集　545
- 小さき者の視点から　―　タボリの『M』をめぐって    令和元年 9月    明治大学教養論集540
- ウィーン三態　―　三つの奇観：　タボリ、シュティフター、ブルックナー  平成31年 3月 明治大学教養論集(539)
- 瓢箪から駒、もしくは反転する舞台     平成30年 9月    明治大学教養論集534(2018・９)
- Einwanderer in Wien aus der Ferne und aus der Nähe - Johannes Brahms, Theodor Billroth, Eduard Hanslick und Anton Bruckner    平成30年　Beiträge zur Japanologie 47 (Universität Wien)
- 「眼の光」―　ヴァルター・ゲール頌    平成29年 9月    (526)
- 匍匐前進　―　寛やかなうごき     平成29年 9月    (525)
- 自然と人事     平成29年 3月    明治大学教養論集　(524)
- 久遠の憧憬   明治大学教養論集2016
- 言葉「と」音   明治大学教養論集2016
- 語り手カフカ　－病像の発現するとき― 明治大学教養論集2016
- 渦中の私から免れる天上のどこ吹く風 明治大学教養論集2015
- ウィ―ン新旧音楽抗争　1885/86/87/88年　―いま一つの対比列伝の試み―明治大学教養論集2011/2015
- わたしは血　　　クラシック・スナイパー 8 青弓社 2012/01
- 草津晴雨　　　クラシック・スナイパー 8 2012/01
- 意表を衝く平静 クラシック・スナイパー 7 2011/05
- 翻訳の文体 クラシック・スナイパー 7 2011/01
- 震える手 クラシック・スナイパー 6 2010/05/21
- デジタルとアナログ クラシック・スナイパー 6 2010/05/21
- 後顧 クラシック・スナイパー 5 2009/11/01 2009/11/01
- スカルダネッリ―作曲家ホリガー　クラシック・スナイパー 5　2009/11/01
- 死者の書―レーガーの「目覚めよと呼ばわる声す」幻想曲 クラシック・スナイパー 4 2009/05/15
- 亡き子を偲ぶ歌 クラシックスナイパー 4 2009/05/15
- 崩落 クラシック・スナイパー 3 2008/10/08
- USTVOLSKAYAの封印― dona nobis pacem クラシック・スナイパー 2 2008/04/10
- 影 クラシック・スナイパー 2 2008/04/10
- むしもすきずき楽興の時―サシュコ・ガヴリロフ クラシック・スナイパー 青弓社 1 2007/10/08
- 『魔笛』もどき（続） 明治大学教養論集 419 2007/03
- 『魔笛』もどき 明治大学教養論集 414 2007/01
- 徘徊する光源・匍匐する視線―シュティフターの解体する視覚をめぐって(3) 明治大学教養論集 410 2006/09
- 時の間(あわい)・時の奈落―シュティフターの解体する視線をめぐって(2) 明治大学教養論集 405 2006/03
- 回遊する視線―シュティフターの解体する視覚をめぐって(1) 明治大学教養論集 402 2006/01
- ブラームスとビルロート 日本ブラームス協会会誌「赤いはりねずみ」 33/ 33, 33-67 2005/12/04
- もうひとつの恋文―マーラーとミルデンブルク 398巻 明治大学教養論集 2005/09
- ウィーン新旧音楽事情―1876年 明治大学人文科学研究所紀要 56, 71-84 2005/03
- 手紙の書き手としてのマーラー(3) 明治大学教養論集 386 2004/09
- 手紙の書き手としてのマーラー(2) 明治大学教養論集 382 2004/03
- ブルックナーとブラームス―1878年 明治大学教養論集 375 2004/01
- ジョージ・タボーリ研究 明治大学人文科学研究所紀要 52, 227-237 2003/03
- 手紙の書き手としてのマーラー 明治大学教養論集 368 2003/03
- リースル・ウイヴァリイの黒い脳髄〔含 独語原文〕 明治大学教養論集 359 2002/09
- ブラームスとビルロート(2) 明治大学教養論集 357 2002/03
- ブラームスとビルロート(1) 明治大学教養論集 350 2002/01
- 気難しいプフィッツナー ドイツ文学 107, 50-60 2001
- シュテイフターと現代オーストリア文学―序説 明治大学人文科学研究所紀要 48 2001/03
- シュティフター覚書―「老い」さまざま 明治大学教養論集 345, 15-31 2001/03
- 風景のように―マックス・ヴァイラー覚書(1) 教養論集 339, 1-11 2001/01
- 今月のウィーン音楽散歩「ブルックナーとブラームス」 月刊『ウィーン』 2000年4月-7月 2000/04
- ウィーン―アウガルテン幻想 『21世紀フォーラム』 2000/04
- 今月のウィーン音楽散歩「ブルックナーとブラームス」 月刊『ウィーン』 2000年1月-3月 2000/01
- ヨハン・シュトラウスとウィーン 『ウィーン・オペラ舞踏会管弦楽団ニューイヤーコンサートのプログラム』 2000/01
- 理性の眠りから怪物がうまれる 明治大学教養論集 1999
- 今月のウィーン音楽散歩「ヨハン・シュトラウス」 月刊ウィーン 1999年1-12月, 8 1999
- 老いた童, 笑いと涙―ジョージ・タボリの『我が闘争』をめぐって 『ドイツ文学』 103 1999/10
- 今月のウィーン音楽散歩「ヨハン・シュトラウス」 月刊『ウィーン』 1999年4月-12月 1999/04
- 今月のウィーン音楽散歩「ウィーンのベートーヴェン」 月刊ウィーン 1998年1月-12月号, 8 1998
- 我が闘争(G.タボリ)  『クリック 第6号』（世田谷パブリックシアター機関誌）, 74-111 1998/12
- メルデマン・シュトラーセ 2景 明治大学教養論集 308 1998/03
- 今月のウィーン音楽散歩「ウィーンのシューベルト」 月刊ウィーン 1997年1月-12月, 8 1997
- もう1つのウィーン―ゲアハルト・ロートの視角をめぐって 明治大学教養論集 298 1997
- 今月のウィーン音楽散歩「ウィーンのブルックナー」 月刊ウィーン 1996年1月-12月, 8 1996
- ミュンヘン―選ばれた故郷 シューラー・ゲオルゲ・クラーゲス 3 明治大学教養論集 287 1996
- ブルックナーの死 明治大学教養論集 287 1996
- 今月のウィーン音楽散歩 月刊ウィーン 1995年6月-12月, 8 1995
- 蒼穹と濠気―ミュンヘンのゲニウス・ロキ シューラー・ゲオルゲ・クラーゲス 2 明治大学教養論集 279 1995
- タボーリ・パイマン・フォス -ウィーン観劇覚書(1) 明治大学教養論集 257 1993
- ゲアハルト・ロート「ウィーンの内部への旅」 オーストリア文学研究会『オーストリア文学』 9号, 60-61 1993
- 白日の闇―シュティフター覚書(4) 明治大学教養論集 253 1993
- シューラー・ゲオルゲ・クラーゲス 明治大学教養論集 261号 1993/03
- 今月のウィーン文学散歩 月刊ウィーン 1991年1月-5月, 8 1991
- シュティフター覚書(3)―彼方の跫音 明治大学教養論集 225 1990
- シュティフター覚書 2―「水晶」繙読 明治大学教養論集 218 1989
- みえるものとみえないもの―シュティフター覚書 1 明治大学教養論集 208 1988
- ねこどりの眼 金子光晴の会『こがね蟲』 2号 1988/07
- シュティフターの「カタコンベ行」 明治大学教養論集 188 1986
- カフカ覚書 明治大学教養論集 177 1985
- カフカ 明治大学教養論集 159 1984
- シュティフター考 明治大学教養論集 152 1983
- シュティフター―擁腫する小枝― 信州大学教養部信州大学教養部紀要・人文科学 15, 49-59 1981
- 書くことと書かれたもの 「すこるぴおん」同人会『すこるぴおん』 創刊号, 53-60 1978
- ローベルト・ヴァルザー再考 都立大学人文学部東京都立大学人文学報 129, 37-59 1978
- 分別と無分別 東京都立大学独文研究室「塔 3」, 30-41 1977
- ローベルト・ヴァルザー考 東京都立大学人文学部東京都立大学人文学報 120, 101-119 1977
- 途上の言葉 東京都立大学独文研究室「塔 2」, 18-31 1976
- ローベルト・ヴァルザー 2章 東京都立大学人文学部東京都立大学人文学報 116号, 69-93 1976/03
- 旋律の表情 東京都立大学独文研究室「塔 1」, 29-36 1975
- シューベルト考 2 「水無月」同人水無月 2, 19-29 1972
- シューベルト考 「水無月」同人水無月 1, 44-52 1971/06